# Joseph Murray (chirurg)
Joseph Edward Murray (Milford (Massachusetts), 1 april 1919 – Boston, 26 november 2012) was een Amerikaans chirurg die de eerste succesvolle niertransplantatie bij een volwassen man uitvoerde in december 1954. Hij won de Nobelprijs voor de Fysiologie of Geneeskunde in 1990 voor zijn werk op het gebied van orgaantransplantatie, met name het onderzoek naar het onderdrukken van afstotingsreacties met immunosuppresieve medicatie.

## Biografie
Murray werd geboren in Milford als zoon van William Andrew Murray, advocaat en rechter, en Mary DePasquele Murray, onderwijzeres. Hij was van Ierse en Italiaanse afkomst. Op de Milford High School excelleerde hij in football, ijshockey en basketbal alsmede in de wetenschap. Aan de College of the Holy Cross studeerde hij filosofie en Engels en behaalde in 1940 een graad in humanisme. Later bezocht Murray de Harvard Medical School. Na zijn afstuderen in 1943 met een medische graad begon hij aan een internschap aan het Peter Bright Brigham Hospital, een bij Harvard aangesloten ziekenhuis. Gedurende die periode werd hij inducted bij de geneeskundige troepen van het Amerikaanse leger.
Op de plastische chirurgieafdeling van het Valley Forge General Hospital in Pennsylvania kwam hij in contact met soldaten met ernstige brandwonden die met huidtransplantaties werden behandeld. Een van de belangrijkste problemen waar de plastisch chirurg destijds met te maken kreeg was afstoting van de donorhuid door het immuunsysteem, tenzij deze huid afkomstig was van een identieke tweeling. De hier opgedane ervaringen zouden hem later op het spoor zetten van de orgaan- en celtransplantatie. Na de oorlog keerde hij als geneesheer terug in Brigham.

## Niertransplantatie
Op 23 december 1954 voerde Murray ’s werelds eerste succesvolle niertransplantatie uit tussen de eeneiige Herrick-tweeling aan het Peter Brent Brigham Hospital (later het Brigham and Woman's Hospital). In een operatie die vijf-en-een-halfuur duurde, transplanteerde Murray een gezonde nier gedoneerd door Ronald Herrick in het lichaam van zijn tweelingbroer Richard, die stervende was aan chronisch nefritis, een nierziekte. Na de operatie leefde Richard nog acht jaar.
Organen konden pas met succes worden getransplanteerd naar niet-verwante personen na de komst van immunosuppresieve medicijnen, waardoor het immuunsysteem van de ontvanger het vreemde orgaan niet afstootte. In 1959 voerde Murray ’s werelds eerste succesvolle allotransplantatie (transplantatie tussen niet-tweelingen) uit en in 1962 de eerste transplantatie van een nier uit een overleden persoon.
In de daarop volgende jaren groeide Murray uit tot een internationaal leider in de studie naar transplantaties, het gebruik van immuun onderdrukkende medicijnen en de studie naar het mechanisme van afstoting.
Na zijn pensionering als arts aan Brigham was hij van 1970 tot 1986 emeritus hoogleraar chirurgie aan de Harvard Medical School. Hij overleed op 93-jarige leeftijd in het Brigham and Woman's Hospital, hetzelfde ziekenhuis waar hij zijn succesvolle niertransplantatie had uitgevoerd. Hij was gehuwd met Virginia Link, met wie hij drie zonen (Richard, J. Link en Thomas) en drie dochters (Virginia, Margaret en Katherine) kreeg.
1901: Behring · 
1902: Ross · 
1903: Finsen · 
1904: Pavlov · 
1905: Koch · 
1906: Golgi, Ramón y Cajal · 
1907: Laveran · 
1908: Mechnikov, Ehrlich · 
1909: Kocher · 
1910: Kossel · 
1911: Gullstrand · 
1912: Carrel · 
1913: Richet ·
1914: Bárány · 
1919: Bordet · 
1920: Krogh · 
1922: Hill, Meyerhof · 
1923: Banting, Macleod · 
1924: Einthoven ·
1926: Fibiger · 
1927: Wagner-Jauregg · 
1928: Nicolle · 
1929: Eijkman, Hopkins · 
1930: Landsteiner · 
1931: Warburg · 
1932: Sherrington, Adrian · 
1933: Morgan · 
1934: Whipple, Minot, Murphy · 
1935: Spemann · 
1936: Dale, Loewi · 
1937: Szent-Györgyi · 
1938: Heymans · 
1939: Domagk · 
1943: Dam, Doisy · 
1944: Erlanger, Gasser · 
1945: Fleming, Chain, Florey · 
1946: Muller · 
1947: C. Cori, G. Cori, Houssay · 
1948: Müller · 
1949: Hess, Moniz · 
1950: Kendall, Reichstein, Hench · 
1951: Theiler · 
1952: Waksman · 
1953: Krebs,Lipmann ·
1954: Enders, Weller, Robbins · 
1955: Theorell · 
1956: Cournand, Forssmann, Richards · 
1957: Bovet · 
1958: Beadle, Tatum, Lederberg · 
1959: Ochoa, Kornberg · 
1960: Burnet, Medawar · 
1961: Békésy · 
1962: Crick, Watson, Wilkins · 
1963: Eccles, Hodgkin, Huxley · 
1964: Bloch, Lynen · 
1965: Jacob, Lwoff, Monod · 
1966: Rous, Huggins · 
1967: Granit, Hartline, Wald · 
1968: Holley, Khorana, Nirenberg · 
1969: Delbrück, Hershey, Luria · 
1970: Katz, Euler, Axelrod · 
1971: Sutherland · 
1972: Edelman, Porter · 
1973: Frisch, Lorenz, Tinbergen · 
1974: Claude, De Duve, Palade · 
1975: Baltimore, Dulbecco, Temin ·
1976: Blumberg, Gajdusek · 
1977: Guillemin, Schally, Yalow · 
1978: Arber, Nathans, Smith · 
1979: Cormack, Hounsfield · 
1980: Benacerraf, Dausset, Snell · 
1981: Sperry, Hubel, Wiesel · 
1982: Bergström, Samuelsson, Vane · 
1983: McClintock · 
1984: Jerne, Köhler, Milstein · 
1985: Brown, Goldstein · 
1986: Cohen, Levi-Montalcini · 
1987: Tonegawa · 
1988: Black, Elion, Hitchings · 
1989: Bishop, Varmus · 
1990: Murray, Thomas · 
1991: Neher, Sakmann · 
1992: Fischer, Krebs · 
1993: Roberts, Sharp · 
1994: Gilman, Rodbell · 
1995: Lewis, Nüsslein-Volhard, Wieschaus · 
1996: Doherty, Zinkernagel · 
1997: Prusiner · 
1998: Furchgott, Ignarro, Murad · 
1999: Blobel · 
2000: Carlsson, Greengard, Kandel ·
2001: Hartwell, Hunt, Nurse · 
2002: Brenner, Horvitz, Sulston · 
2003: Lauterbur, Mansfield · 
2004: Axel, Buck · 
2005: Marshall, Warren ·
2006: Fire, Mello ·
2007: Capecchi, Smithies, Evans ·
2008: Zur Hausen, Barré–Sinoussi, Montagnier ·
2009: Blackburn, Greider, Szostak ·
2010: Edwards ·
2011: Beutler, Hoffmann, Steinman ·
2012: Gurdon, Yamanaka ·
2013: Rothman, Schekman, Südhof ·
2014: O'Keefe, Moser, Moser ·
2015: Campbell, Omura, Tu ·
2016: Osumi ·
2017: Hall, Rosbash, Young ·
2018: Allison, Honjo ·
2019: Kaelin, Ratcliffe, Semenza ·
2020: Alter, Houghton, Rice ·
2021: Julius, Patapoutian ·
2022: Pääbo ·
2023: Karikó, Weissman ·
2024: Ambros, Ruvkun